# T'Pau
T'Pau je britanski pop rock sastav.
Poznat je po singlovima objavljenim krajem 80-ih i početkom 90-ih godina 20. stoljeća ("China in Your Hand", "Heart and Soul" te "Valentine") koji su dospjeli među četrdeset najboljih singlova u Velikoj Britaniji. Sastav je prestao s radom 1992., a pjevačica Carol Decker nastavila je nastupati pod imenom sastava do 2013. kada je s izvornim članom Ronniejem Rogersom nastavila zajedničku suradnju i nastupila na turneji u Velikoj Britaniji povodom 25. godišnjice.

## Članovi sastava
- Carol Decker – vokal, tekstopisac (1986.–1991., 1998.–)
- Ronnie Rogers – ritam gitara, tekstopisac (1986.–1991., 2007., 2013.–)

### Bivši članovi
- Tim Burgess – bubnjevi, udaraljke (1986.–1991.)
- Michael Chetwood – klavijature (1986.–1991.)
- Paul Jackson – bas-gitara (1986.–1991.)
- Taj Wyzgowski – solo-gitara (1986.–1987.)
- Dean Howard – solo-gitara (1987.–1991.)
- Jez Ashurst – solo-gitara (1998.)
- Dave Hattee – bubnjevi, udaraljke (1998.)
- Dan McKinna – bas-gitara (1998.)

## Studijski albumi
- Bridge of Spies (1987.)
- Rage (1988.)
- The Promise (1991.)
- Red (1998.)
- Pleasure & Pain (2015.)

## Kompilacije
- The Greatest Hits (1997.)

## Vanjske poveznice
- Službene stranice sastava